# حكاءة خماسية التخطيط
حُكاءَة خماسية التخطيط أو حكاءة قوس قزح، والجمع حُكاء وحُكا، هي سحلية، ونوع من أنواع السقنقور الإفريقي، ومنتشرة في حدائق مصر